# Università di Tuskegee
L'Università di Tuskegee (in inglese Tuskegee University, pronuncia: [təˈskiːgi juːnɪˡvɜːsətɪ]; in passato Tuskegee Institute) è un'università privata, storicamente nera che si trova nella città di Tuskegee nell'Alabama e fa parte del National Historic Landmark.

## Storia

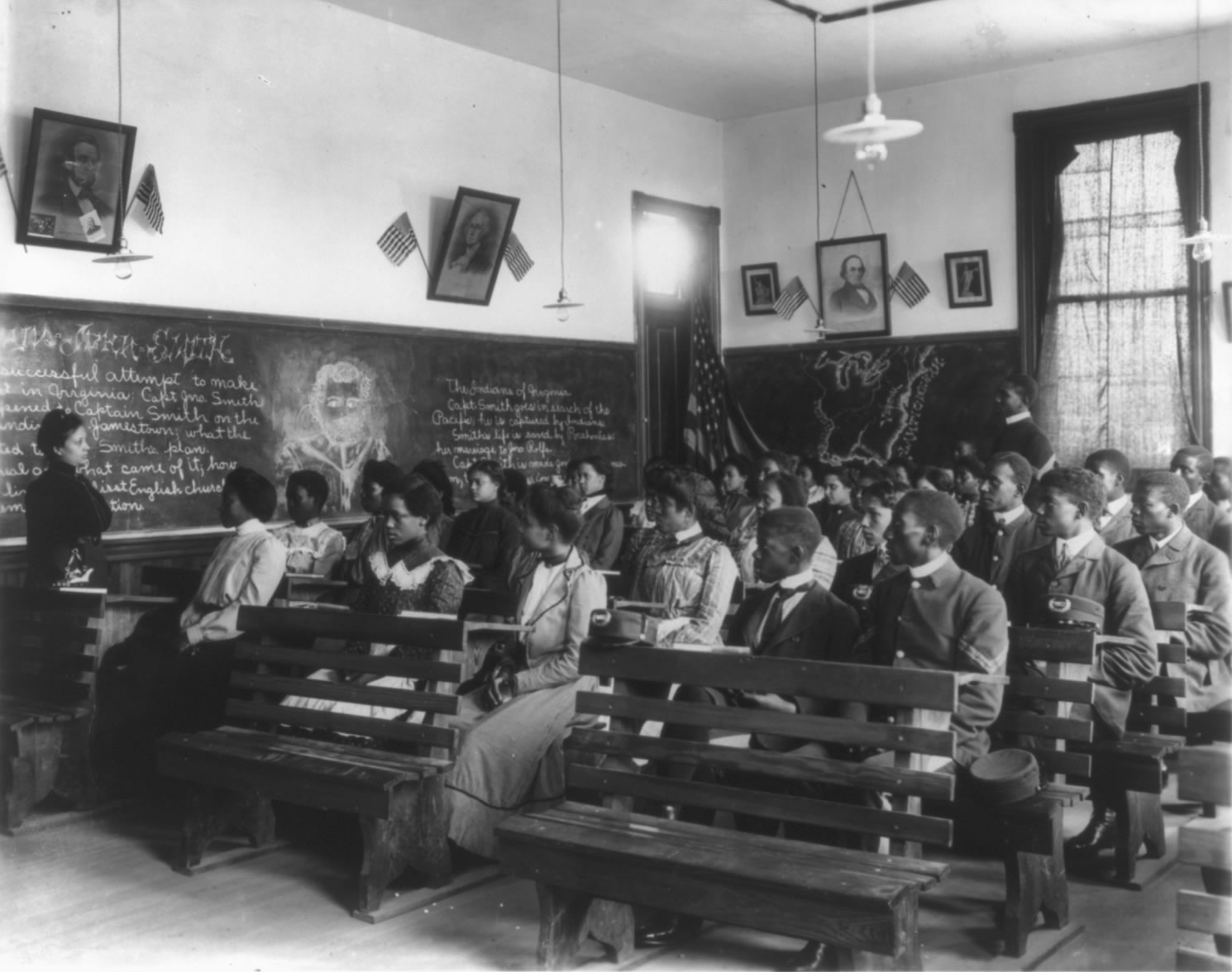
Lezione al "Tuskegee Institute" (1902) (la foto è di Frances Benjamin Johnston amico di Booker Taliaferro Washington)

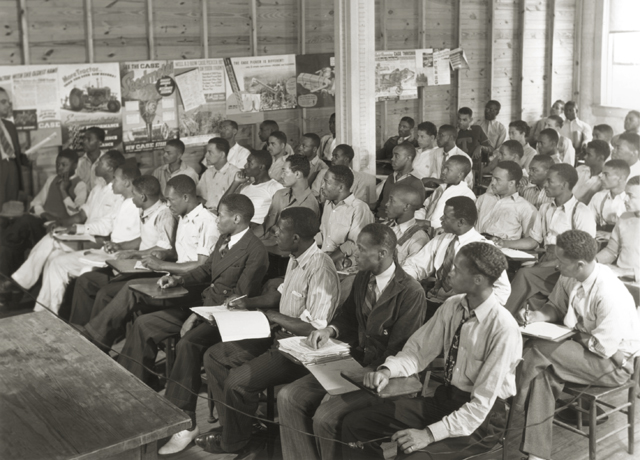
Giovane classe durante una lezione di gestione aziendale agricola (1940) (la foto è di George W. Ackerman)

La scuola fu fondata il 4 luglio 1881, come "Scuola normale Tuskegee per insegnanti di colore". Era il risultato di un accordo stipulato durante le elezioni del 1880 nella contea di Macon, in Alabama, tra l'ex colonnello confederato, W. F. Foster, candidato alla rielezione al Senato dell'Alabama, e una delle personalità nere locali, Lewis Adams.
La scuola era stata il sogno di Adams (1842-1905), un ex schiavo, e di George W. Campbell, ex schiavo benestante.
Adams era in grado di leggere, scrivere e parlare varie lingue benché non avesse alcun titolo di studio. Aveva lavorato come stagnino, sellaio e calzolaio. Era massone di Prince Hall e un leader riconosciuto nella comunità afroamericana della contea di Macon.
Durante il periodo della ricostruzione, seguito alla guerra civile americana, il Sud era impoverito. Molti neri erano analfabeti e avevano scarse abilità per trovare un lavoro. Adams era particolarmente preoccupato perché senza istruzione gli schiavi liberati di recente non sarebbero stati in grado di mantenersi. Campbell, che era diventato commerciante e banchiere, era della stessa idea. Aveva una piccola esperienza con le istituzioni educative e voleva contribuire con tutte le sue forze e risorse per il successo della scuola.
W. F. Foster, candidato alla rielezione al Senato dell'Alabama, chiese ad Adams che cosa volesse in cambio della garanzia dei voti degli afroamericani nella contea di Macon per sé e un altro candidato bianco; Adams rispose chiedendo una "scuola normale", cioè una scuola che formasse insegnanti universitari, per uomini liberi, schiavi liberati e per i loro figli.
Foster e l'altro candidato furono eletti: lavorò con il collega Arthur L. Brooks al progetto e all'approvazione della legge che autorizzava lo stanziamento di 2.000 dollari per creare la scuola. Il primo consiglio di commissari della Tuskegee fu costituito da Adams, Thomas Dyer e M. B. Swanson. Scrissero all'Istituto Hampton (ora università, anch'essa "storicamente nera", della città di Hampton in Virginia) chiedendo di segnalare una persona competente per dirigere la nuova scuola.

## La direzione di Booker Taliaferro Washington
L'ex generale dell'esercito dell'Unione e preside dell'Hampton, Samuel Chapman Armstrong, ritenne di conoscere l'uomo adatto a dirigere Tuskegee: il venticinquenne Booker Taliaferro Washington. Questi era un ex schiavo e da quando era stato liberato aveva fatto umili lavori; dopo avere conseguito un titolo di studio, aveva lavorato all'"Istituto Hampton" e si era laureato al "Wayland Seminary" di Washington. Era poi ritornato a Hampton come insegnante. Sam Armstrong, che lo conosceva bene, lo raccomandò caldamente ai fondatori della nuova scuola.
Lewis Adams e il governo cittadino di Tuskegee si trovarono d'accordo e assunsero Washington, sebbene una tale carica fosse sempre stata conferita ad un bianco.
Sotto la guida di Washington la nuova scuola normale aprì il 4 luglio 1881 in locali prestati dalla chiesa.
L'anno seguente Washington acquistò il terreno (una ex piantagione) dove il campus si trova tuttora. Gli edifici furono costruiti dagli studenti, molti dei quali contribuirono anche alle spese. Oltre alla formazione degli insegnanti, una delle sue grandi preoccupazioni è stata quella di insegnare delle capacità pratiche necessarie in agricoltura e altri mestieri. Washington insegnava ai suoi studenti non solo i lavori agricoli e domestici ma anche le tecniche per la costruzione di edifici, con lo scopo di trasmettere ai suoi allievi non solo competenze pratiche ma anche la bellezza e dignità del lavoro manuale.
Uno dei più notevoli professori assunti da Washington fu George Washington Carver, ricercatore botanico ed educatore nel campo dell'agronomia.
Oltre alla costruzione di Tuskegee, Washington divenne un famoso oratore e autorevole portavoce degli afroamericani negli Stati Uniti per i suoi ultimi venti anni di vita. Gli fu attribuita una laurea honoris causa e un dottorato. Inoltre nello stesso tempo si serviva dei facoltosi benefattori per finanziare e organizzare collegi di difesa per i neri nelle controversie in cui erano privati del diritto di voto.
Washington usò Tuskegee per sviluppare una rete di filantropi come Andrew Carnegie, Collis Potter Huntington, John Davison Rockefeller e Henry Huttleston Rogers.
Henry Huttleston Rogers aveva una pessima immagine pubblica di finanziere d'assalto e dirigente della Standard Oil. Dai documenti di Booker T. Washington risulta invece premuroso e generoso con i suoi amici, con la sua famiglia e disponibile ad abbracciare le cause che riteneva degne di essere combattute. Precursore nel concetto del matching fund (o matching grant), per cui un filantropo o un ente avrebbe versato una somma eguale a quella raccolta da privati donatori, Henry Rogers fu il maggior finanziatore anonimo di Tuskegee e di dozzine di altre scuole di colore per più di 15 anni.
Nel giugno del 1909, Washington portò a termine un viaggio, durante il quale tenne numerose conferenze, lungo la linea ferroviaria attraverso la Virginia (Virginian Railway) appena completata usando "Dixie", nome del vagone personale di Rogers, e fermandosi nei centri rurali del sud della Virginia e della Virginia Occidentale dove la linea ferroviaria metteva a disposizione un nuovo collegamento per il commercio. Washington era accolto con calore ugualmente dai neri e dai bianchi.
Washington strinse un altro importante rapporto con Julius Rosenwald, figlio di un sarto ebreo immigrato e self-made man che era diventato dirigente della "Sears, Roebuck and Company" di Chicago. Lui e i suoi amici ebrei si erano a lungo preoccupati per la scarsità di risorse educative per i neri soprattutto nel sud. Dopo aver incontrato Washington, Rosenwald accettò di entrare nel consiglio di amministrazione del "Tuskegee Institute". Lavorò anche con Washington per stimolare finanziamenti per le scuole di formazione di insegnanti come Tuskegee e l'"Hampton Institute".
Incominciando con un programma pilota nel 1912, creò scuole modello e incoraggiò la costruzione di nuove scuole, con l'aiuto delle tecniche usate per Tuskegee. Rosenwald mise a disposizione un finanziamento ma richiese che le comunità locali contribuissero altrettanto. Rosenwald e Washington aiutarono la costruzione e la gestione di più di 5000 scuole in piccole collettività e fornirono risorse per l'istruzione delle persone di colore nelle campagne del sud nei primi anni del XX secolo. Le scuole locali furono fonte di notevole orgoglio per le comunità ed erano di valore inestimabile per le famiglie afroamericane in quei tempi difficili per la pubblica istruzione.
Questo lavoro è stata la più importante eredità di Washington ed è stata continuata (ed estesa con il Rosenwald Fund e altri) per molti anni dopo la sua morte. Nonostante i suoi viaggi e molteplici impegni, Washington continuò a dirigere la Tuskegee.
Preoccupato per la salute di Washington, Rosenwald prese provvedimenti per alleviare il suo instancabile ritmo. Tuttavia nel 1915 si spense all'età di 59 anni per insufficienza cardiaca, aggravata a quel che si dice dal troppo lavoro. Venne sepolto nel campus vicino alla cappella. Alla sua morte la dotazione di Tuskegee superava il milione e mezzo di dollari.

### La Seconda guerra mondiale
Nel 1941, con l'impegno di addestrare degli aviatori di colore, uno squadrone di piloti addestratori dell'"United States Army Air Corps" venne trasferito al Tuskegee, utilizzando l'aeroporto "Moton Field" (ora "Tuskegee Airmen National Historic Site") distante 6,8 km (4,2 miglia) dal centro del campus.
Questi piloti divennero noti come i "Tuskegee Airmen" ed entrambi, esercito e Reserve Officers' Training Corps, sono attualmente presenti con programmi di addestramento nell'università.
Il Tuskegee Airmen National Historic Site all'aeroporto di "Moton Field" è stato istituito nel 1998.
Robert Russa Moton fu il secondo presidente del Tuskegee, succedendo a Booker Taliaferro Washington alla sua morte nel 1915.

### Il sostegno di Eleanor Roosevelt
Eleanor Roosevelt, first lady (moglie di Franklin Delano Roosevelt) era molto interessata alle attività del Tuskegee, in particolare alla scuola aeronautica. Nel 1941 visitò l'aeroporto militare e chiese di fare un volo con uno dei piloti di Tuskegee. Benché i servizi segreti fossero preoccupati, l'istruttore di volo Charles Alfred Anderson portò la signora Roosevelt nei cieli dell'Alabama per più di un'ora.
Eleanor Roosevelt rimase favorevolmente colpita dalla competenza tecnica raggiunta dai piloti della scuola aeronautica e in generale dalla serietà del "Tuskegee Institute". Rimase in contatto con F. D. Patterson, il terzo presidente del Tuskegee, e mise a disposizione il suo sostegno per l'Istituto per quanto era in grado di fare.

## Struttura

### Facoltà
- Facoltà di agricoltura, ambiente e scienze naturali[6]
- Facoltà di economia e scienza dell'informazione[7]
- Facoltà di ingegneria, architettura e scienze fisiche[8]
- Facoltà di scienze umanistiche e pedagogiche[9]
- Facoltà di medicina e infermieristica veterinaria[10]

### Centro nazionale per la bioetica nella ricerca e assistenza sanitaria
"National Center for Bioethics in Research and Health Care" è il primo centro nazionale di bioetica interdisciplinare dedicato all'interazione tra scienza, scienze umane, diritto e fedi religiose nello studio del nucleo delle questioni morali che sono alla base della ricerca e dei trattamenti medici degli afroamericani e altre comunità svantaggiate.
L'apertura ufficiale del Centro avvenne due anni dopo che il presidente Bill Clinton porse le scuse della nazione ai sopravvissuti dello studio sulla sifilide, all'università di Tuskegee e alla contea di Macon per l'esperimento condotto tra il 1932 e 1972 per il "Public Health Service" statunitense. In questo "studio" 399 poveri, la maggior parte analfabeti, mezzadri afroamericani divennero oggetto inconsapevole di un esperimento in cui parte vennero sottoposti a terapie e parte vennero osservati nello spontaneo decorso della malattia.

### Il campus

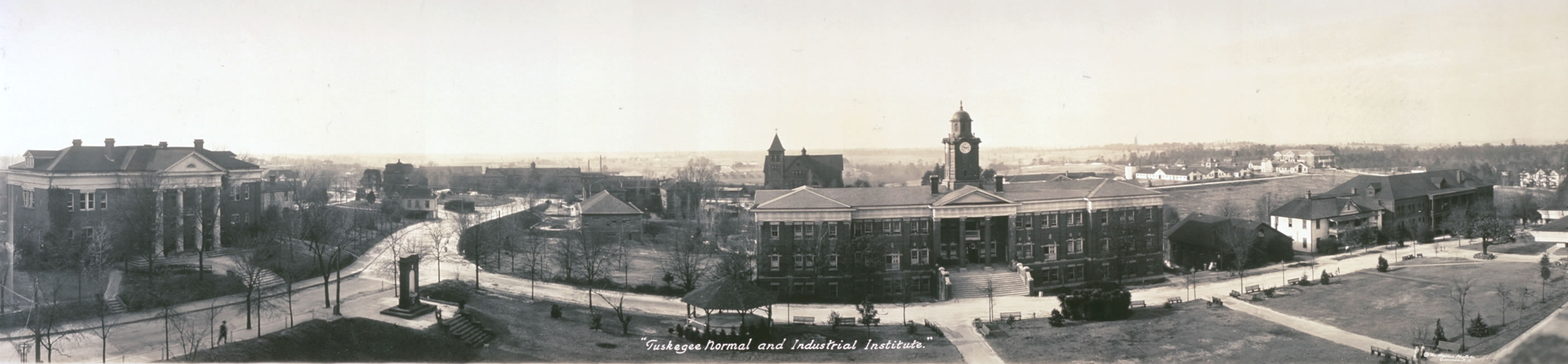
Il campus di Tuskegee, 1916

Le coordinate del campus: 32°25′48.76″N 85°42′27.81″W

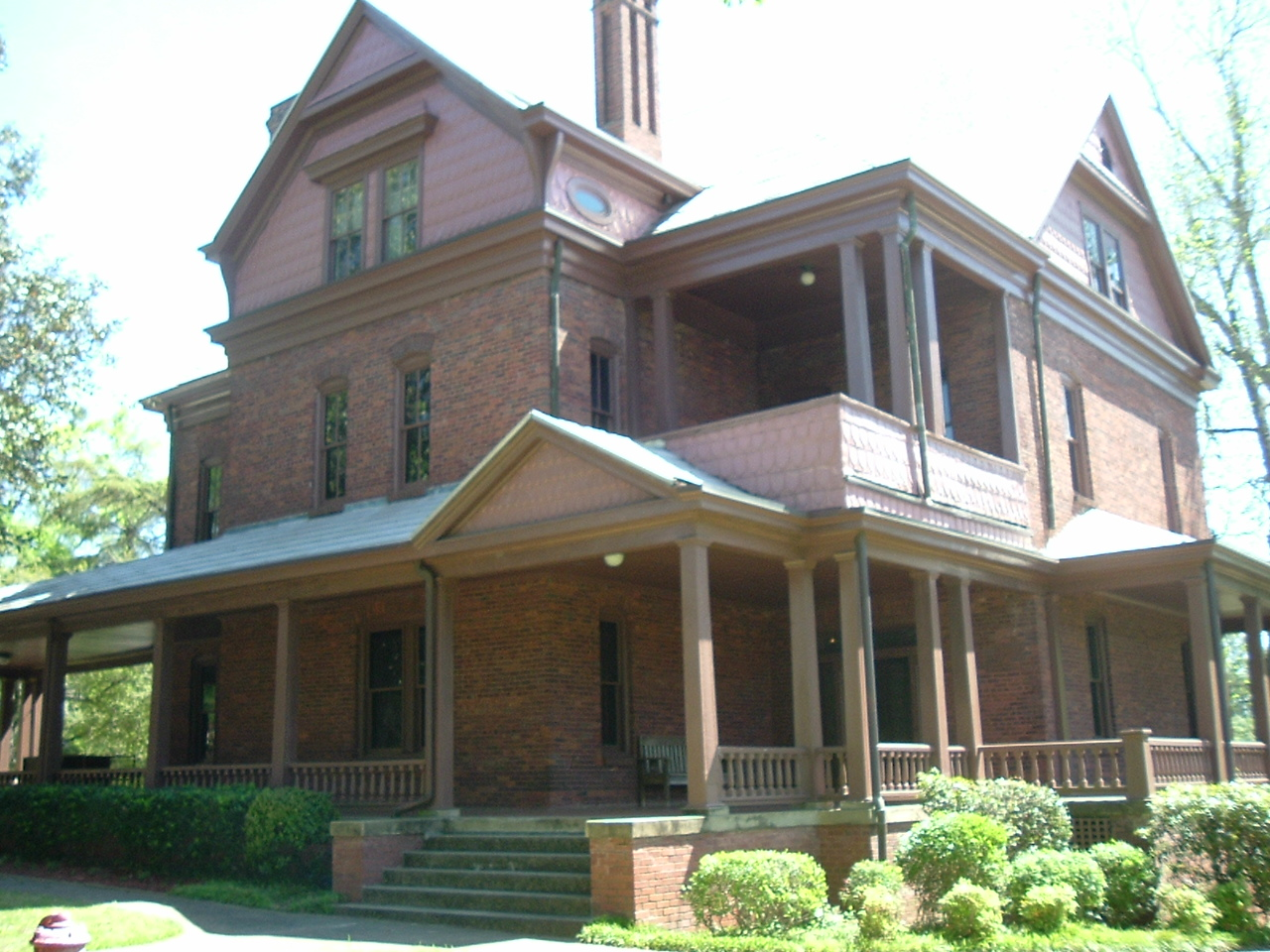
La casa di Booker T. Washington

Il campus del Tuskegee è stato dichiarato luogo di interesse storico nazionale ("National Historic Landmark") nel 1965. L'area designata di interesse storico non è specificata in dettaglio nel documento del 1965 e quindi al momento si può ritenere che includa tutta l'area del campus.
Punti di particolare interesse storico sono:
- "The Oaks" (letteralmente: le querce), la casa di Booker T. Washington
- Il monumento a Booker T. Washington, statua di Charles Keck
- Tomba di Booker T. Washington
- Tomba di George Washington Carver
- Museo George Washington Carver

Il campo d'aviazione è un monumento storico nazionale a parte.

### Il Kellogg Hotel e il Centro conferenze
Il "Kellogg Hotel and Conference Center" è un hotel presente nella Tuskegee University. Il "Kellogg Conference Center" offre un'ottima sala conferenze multimediale (auditorium da 300 posti) e una la sala da ballo che può contenere fino a 350 ospiti. Il "Kellogg Conference Center" è l'unico presente in un campus di università storicamente nera. Ce ne sono in totale 11 nel mondo. Altri "Kellogg Conference Center" si trovano nelle: Michigan State University, Gallaudet University e Cal Poly Pomona.

## Attività studentesche

### Le associazioni
Molte associazioni studentesche (principalmente universitarie) nel Nord America si chiamano "fraternities" e "sororities" (dal latino: frātĕr, fratello, e sŏrŏr, sorella) e sono riservate rispettivamente a studenti e studentesse. Ne esistono però di maschili, femminili e miste chiamate "frats". Il nome delle associazioni in genere è costituito da due o tre lettere greche (iniziali del motto). Questo ha portato all'uso anche del termine "Greek" per definire tali organizzazioni.
Alla Tuskegee University ve ne sono più di cento, incluse le associazioni "Greeks".
Gli studenti possono partecipare a dozzine di organizzazioni che riguardano praticamente tutte le discipline accademiche.
Gli studenti hanno anche la possibilità di creare una propria associazione con l'approvazione del Preside di facoltà.

### Attività sportive
L'Università di Tuskegee è membro del Southern Intercollegiate Athletic Conference (SIAC). Il programma di baseball ha portato alla vincita di tredici campionati SIAC e ha prodotto diversi giocatori professionisti e della lega professionistica (MLB). Oltre a vincere 600 partite nella carriera dell'università e un campionato nazionale i "Golden Tigers" (nome con cui sono noti: la mascotte è una tigre di colore oro) di Tuskegee hanno conquistato il secondo SIAC consecutivo, il sesto negli ultimi dieci anni. Tuskegee è stata anche la prima università nera ad avere uno stadio di football, l'Abbott Memorial Alumni Stadium.

## Rettori
- Booker Taliaferro Washington (1881-1915)
- Robert Russa Moton (1915-1935)
- Frederick Douglass Patterson (1935-1953)
- Luther Hilton Foster (1953-1981)
- Benjamin Franklin Payton (1981-oggi)